# Leland Ossian Howard
Pour les articles homonymes, voir Howard.

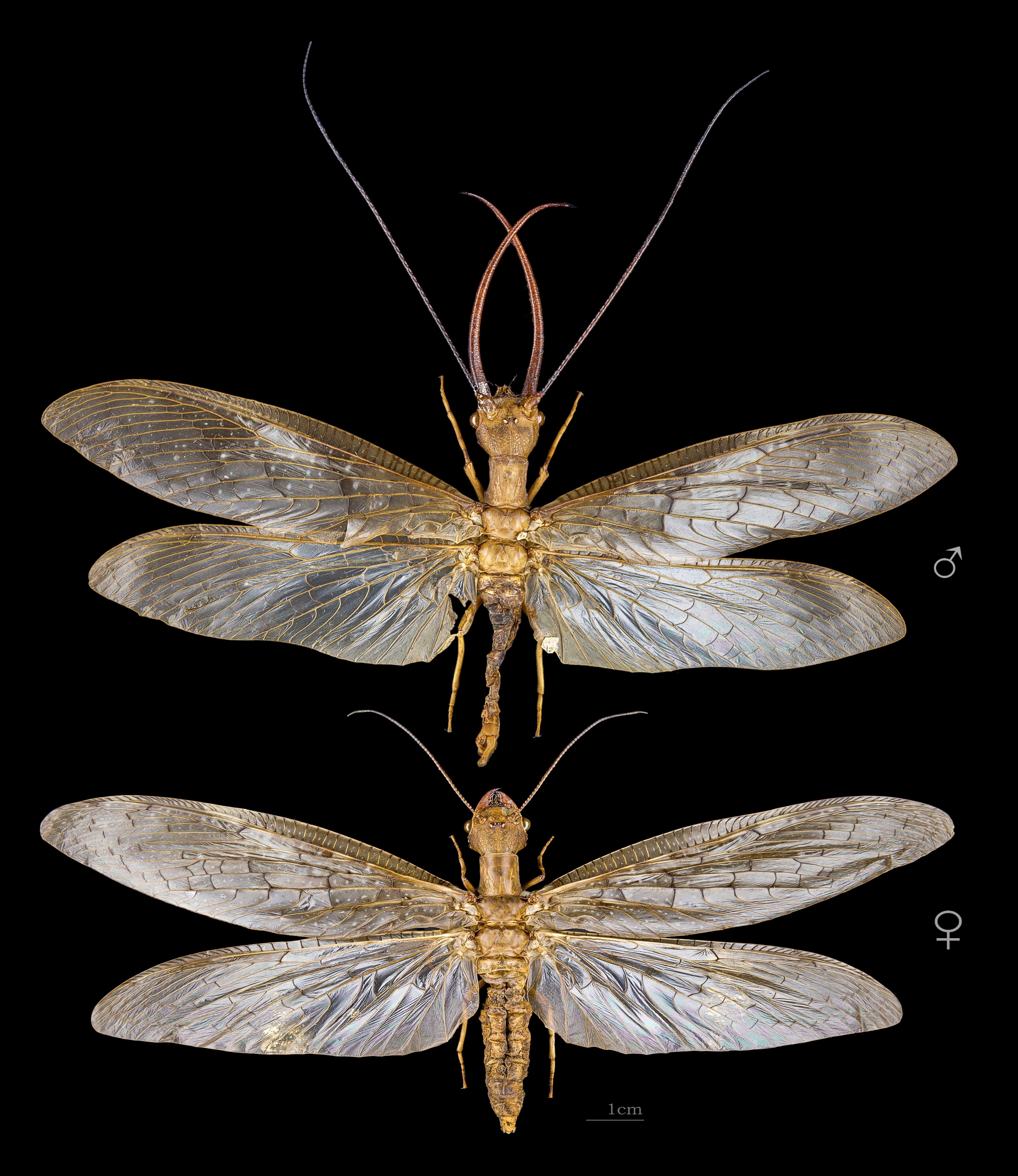
Corydalus cornutus Son sujet de thèse.

Leland Ossian Howard est un entomologiste américain, né le 11 juin 1857 à Rockford (Illinois) et mort le 1er mai 1950 à Bronxville, dans l'État de New York.

## Biographie
Il est l'aîné des trois fils d’Ossian Gregory Howard, avocat, et de Lucy Dunham née Thurber. La famille s’installe à Ithaca où Howard fait ses études. Son père meurt alors que Leland a treize ans. Il obtient son Bachelor of Sciences à l’université Cornell en 1877 avec une thèse sur le système respiratoire de la corydale cornue (Corydalus cornutus). Il est l’un des premiers à suivre les cours de John Henry Comstock (1849-1931), Howard évoque leur rencontre : 
I was J.H. Comstock’s first laboratory student, and I pent many hours in his laboratory. I studied botany, geology, and chemistry, and also went in for history — perhaps especially — the French, Italian and German languages.
I had first met Comstock before entering college. I was out collecting and for the first time had found the very beautiful Huntera butterfly, flying rather abundantly in a field of blossoming buckwheat. A strange young man walked up and said, ‘C-c-catching insects ?’ I replied affirmatively, and he said, ‘M-m-my name is Comstock, and I t-t-teach entomology in College. C-c-c-come and see me’. This was the beginning of a life-long friendship. I went to see him, gave him insects for his newly started collection, and read his books, for the first time making the acquaintance of Lyonnet, Réaumur, Westwood, Kirby and Spence, Rennie, John Curtis, Fitch, Walsh, and a lot of others ; for Comstock was already beginning a library in entomology which has since become one of the most important in America.
Bien qu’il entame des études de médecine à l’université de Washington, il ne les achève pas et n’obtiendra d’autres titres que les six diplômes honoraires que lui décerneront plus tard diverses institutions comme l’université Columbia.
Passionné très tôt par la nature, il est, de 1878 à 1894, entomologiste assistant au service d’entomologie du ministère américain de l’agriculture (USDA). Il travaille d’abord sous les ordres de Charles Valentine Riley (1843-1895) (en 1878-1879), puis de John Henry Comstock (1849-1931) (de 1879 à 1881), puis à nouveau auprès de Riley de 1881 à 1894. Il épouse en 1886, Marie Theodore Clifton, union dont naîtra trois filles. Ce premier poste est obtenu grâce à l’intervention de J.H. Comstock. Howard écrira :
I must say, however, that the practical importance of entomology did not appeal to me, and I studied insects simply as fascinating forms of life. Of course I was not alone in this, and no one at that time had the faintest idae of what insects were then doing to the human race, and still less of what they were likely to do in the future. In fact, when in the early summer of 1878 Professor Riley began to correspond with me about going to Washington I looked upon this suggested post as simply an agreable way of eearning a living until I could go into something bigger and broader.
La direction du service d’entomologie, libérée par le départ à la retraite C.V. Riley, en 1894, est d’abord proposée à Samuel Wendell Williston (1852-1918) mais celui-ci refuse. Howard fait jouer ses relations et demande à J.H. Comstock ainsi qu’au canadien James Fletcher (1852-1908) et à Samuel Hubbard Scudder (1837-1911) de le soutenir dans sa demande pour ce poste qu’il finit par obtenir en juin 1894. Il va occuper cette fonction jusqu’en 1927. Après son départ à la retraite, il occupe jusqu’en 1931, des fonctions d’entomologiste au sein du même service.
Howard s’intéresse à la biologie et au contrôle biologique d’espèces nuisibles comme bombyx disparate (Lymantria dispar), le carpocapse des pommes et des poires (Cydia pomonella), le charançon du coton (Anthonomus grandis), la pyrale du maïs (Ostrinia nubilalis), etc. Sous son impulsion, le budget de son service est multiplié par 100, passant de trente mille dollars à plus de trois millions. Il est un acteur important de la mise en place des mesures de quarantaine aux frontières américaines afin de contrôler l’introduction d’espèces nuisibles. Il s’intéresse toute sa vie aux questions médicales et notamment à la lutte contre le paludisme ce qui lui vaut un Medical Doctorat honoris causa de l’université George Washington.
Howard est secrétaire permanent de l’American Association for the Advancement of Science de 1898 à 1919 et son président en 1920. Il participe à la fondation de l’American Association Economic Entomologists qu’il dirige en 1894. Il est également membre de l’American Academy of Arts and Sciences et de diverses sociétés savantes. Membre honoraire de nombreuses sociétés et académies étrangères, il est nommé chevalier de la Légion d'honneur et chevalier de l'ordre du Mérite agricole en France.

## Œuvres
Il est l’auteur d’une œuvre considérable comprenant des travaux scientifiques mais aussi de vulgarisation. Il fait paraître en 1933 son autobiographie : Fighting the Insects. The Story of an Entomologist (The Macmillan Company, New York, 1933). Parmi celles-ci, il faut citer :
- Avec Charles Lester Marlatt (1863-1954), The Principal household insects of the United States (1896) ;
- The Insect Book (1901) ;
- Mosquitoes : How They Live, How They Are Classified, and How They May Be Destroyed (1901) ;
- The Housefly : Disease Carrier (1911, traduit en russe, en hongrois et en espagnol) ;
- Avec Harrison Gray Dyar (1866-1929) et Frederick Knab (1865-1918), The Mosquitoes of North and Central America and the West Indies (quatre volumes, 1912-1917) ;
- The Importation into the United States of the parasites of the gipsy moth and the brown-tail moth (1912) ;
- A History of applied entomology (somewhat anecdotal) (1930) ;
- The Insect menace (1931); traduction française: La menace des insectes, Paris, Flammarion, Bibliothèque de philosophie scientifique (1935), de Lucien Berland (1888-1962),  préfacée par Louis Eugène Bouvier (1856-1944).

## Source
- Arnold Mallis (1971). American Entomologists. Rutgers University Press (New Brunswick) : xvii + 549 p.
- Keir B. Sterling, Richard P. Harmond, George A. Cevasco & Lorne F. Hammond (dir.) (1997). Biographical dictionary of American and Canadian naturalists and environmentalists. Greenwood Press (Westport) : xix + 937 p.

## Note
1. ↑  Fighting the Insects. The Story of an Entomologist (The Macmillan Company, New York, 1933).
2. ↑  op. cit.